# Mesostenus lanarius
Mesostenus lanarius là một loài tò vò trong họ Ichneumonidae.